# Межрелигиозный совет ООН
Межрелигиозный совет ООН (англ. UN Interreligious Council или UN Interfaith Council) — это предлагаемое к созданию в структуре Организации Объединённых Наций объединение религиозных деятелей всех вероисповеданий, которое бы дополнило усилия государственных руководителей в установлении глобального мира.

## Концепция
Концепция Совета возникала в разные периоды конца XX века у политических деятелей, религиозных лидеров и обсуждалась в экспертном сообществе. По настоящее время Совет находится в стадии обсуждения. По общему предположению предлагающих создание Совета, установление мира будет существенно облегчаться, если в формате Организации Объединенных Наций опыт и авторитет несвязанных государственными границами религиозных лидеров, будет дополнять усилия государственных деятелей. Для облегчения партнерства государственных и религиозных лидеров в ООН предлагались разные механизмы такого сотрудничества.  Работа Совета была бы полезна для улучшения межрелигиозного и межнационального климата стран.

## История
На раннем этапе существования Организации Объединенных Наций религия играла в ней незначительную роль, которая росла по мере завершения холодной войны. В 1990-х годах Кофи Аннан регулярно упоминал с трибуны ООН о важности межрелигиозного диалога в миротворчестве.
Начиная с 2000 года, как пишет Всеволод Чаплин, идея обсуждалась в рамках Русской Православной Церкви. В 2021 году приверженность РПЦ идее консультативного совета религий мира подтвердил председатель Синодального отдела внешних церковных связей РПЦ Волоколамский Иларион.
В 2000 году состоялся ряд конференций неправительственных организаций с обсуждением возможности создания Совета. В частности, Основатель Межрелигиозной и Межнациональной Федерации за мир во всем мире (IIFWP) Мун Сон Мён предложил создание Совета.
В 2003 году состоялся визит Глории Макапагал Арройо в США, где на встрече с президентом Джорджем Бушем обсуждался вопрос межрелигиозного диалога. После ряда попыток в 2004 году, при достаточной поддержке государство Филиппины внесло предложение на Генеральной Ассамблее ООН о более пристальном рассмотрении вопроса возможности создания Совета. В 2004 году последовала Резолюция Генеральной Ассамблеи о важности межрелигиозного диалога в миротворчестве.
В 2005 году вопрос о создании Совета в качестве консультативного органа при ООН обсуждался в ЮНЕСКО.
В 2006 году Россия выступила с тем же предложением. И в последующие годы, представляя Российскую Федерацию, Сергей Лавров высказывался за создание Совета.
В 2009 году Хосе де Венисия предложил реформировать Совет по Опеке ООН в Межрелигиозный совет при ООН.
В 2021 году члены Межрелигиозного совета России поддержали предложение по созданию Совета. В том же году о необходимости усиления межрелигиозного диалога подчеркивалось на встрече руководства Совета Федерации РФ и представителя Генерального секретаря ООН.
В 2024 году по случаю XVI саммита БРИКС Федерация за всеобщий мир опубликовала проект принципов БРИКС и предложение вернуться к обсуждению создания при ООН межрелигиозного совета.

## Достижения
В 2004 году Генеральная Ассамблея ООН в Резолюции A/RES/59/23 предлагала продвижение межрелигиозного диалога.
14 декабря 2006 года 61-я Генеральная Ассамблея своей резолюцией A/61/L.11/Rev.2 "Продвижение вопроса о межрелигиозном и межкультурном диалоге и сотрудничестве ради мира" обратилась к Генеральному Секретарю создать при Секретариате ООН особого отдела, занимающегося вопросами межрелигиозного диалога и его роли в установлении мира.
13 ноября 2008 года Генеральная Ассамблея ООН единогласно приняла резолюцию о важности поддержания межрелигиозного диалога.
23 сентября 2010 года важным достижением стало учреждение резолюцией 65/5 ООН Всемирной недели гармоничных межконфессиональных отношений, которая, приветствуя международные, региональные и национальные инициативы, направленные на поощрение межрелигиозной гармонии, ежегодно отмечается 1-7 февраля. Значительная роль в учреждении Недели была короля Иордании Абдаллы Второго. По случаю этой недели проходят межрелигиозные конференции.